# 叉序草属
叉序草属（学名：Chingiacanthus）是爵床科下的一个属，为草本植物。该属共有叉序草（C. patulus）和光叉序草（C. glaber）2种，分布于中国广西、广东和云南。
现为叉序草属（Isoglossa Oerst.）的异名。

## 下属物种
本属包括以下物种：
- 叉序草 Isoglossa collina (T. Anders.) B. Hansen
- 光叉序草 Isoglossa glabra (Hand.-Mazz.) B. Hansen
- Isoglossa pareensis I.Darbysh. & Hemp[2]